# 纪玉君
纪玉君（1950年—），青岛人，汉族，中华人民共和国政治人物、第十一届全国人民代表大会山东地区代表。
毕业于青岛大学企业管理专业，是中共党员。担任青岛喜盈门集团董事长。2008年起担任全国人大代表。